# Institut Peabody

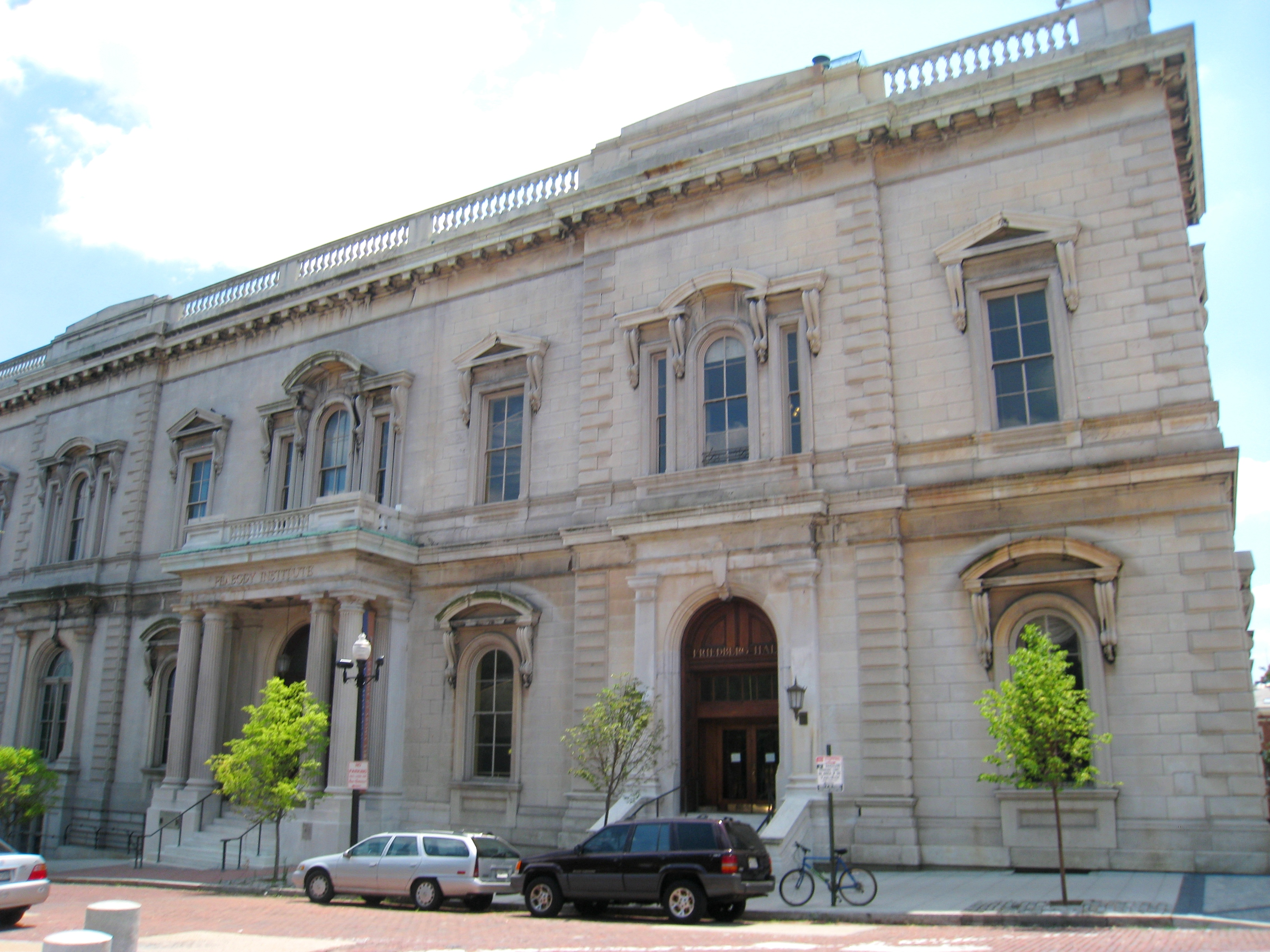
Edifici de l’Institut Peabody a Baltimore.

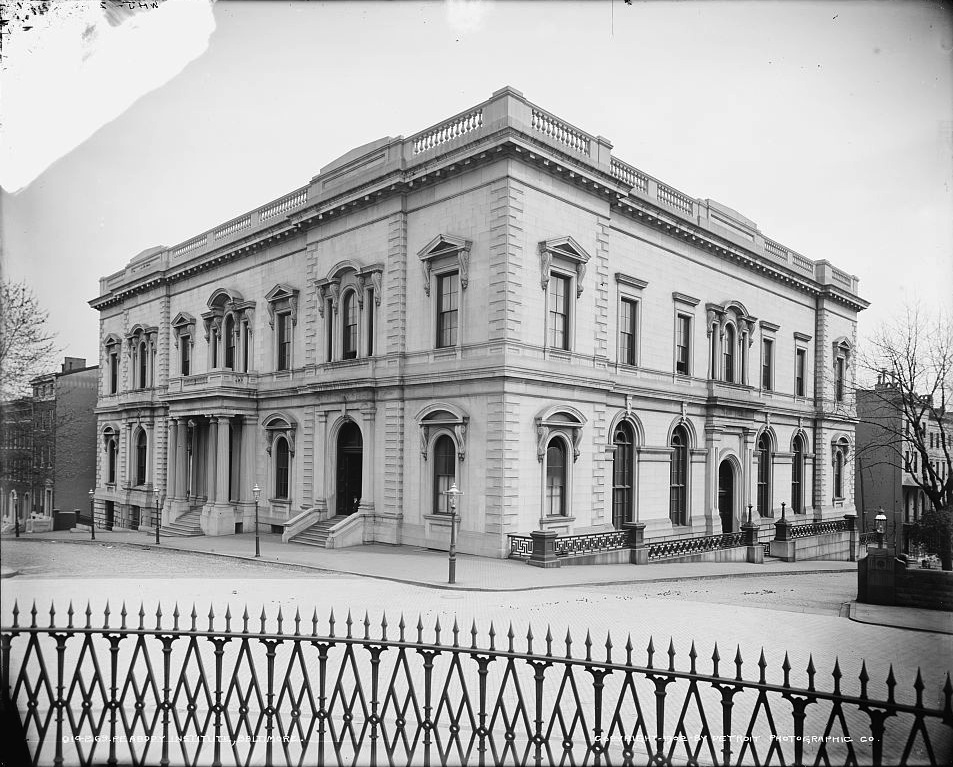
LInstitut Peabody el 1902

L ' Institut Peabody (Peabody Institute), ubicat a Baltimore, Maryland, Estats Units, és un Conservatori de Música de la Universitat Johns Hopkins.

## Història
El Peabody Institute és el conservatori de música més antic dels Estats Units, entre els que encara funcionen. L'institut va ser fundat el 1857 pel filantrop George Peabody.
El lloc va ser dissenyat per l'arquitecte George Edmund Lind i va ser inaugurat el 1866, degut a la guerra civil nord-americana. Des del 1977, el conservatori forma part de la Universitat Johns Hopkins, una de les universitats més prestigioses.
Així, els estudiants tenen l’oportunitat de seguir disciplines en ciències humanes. L'institut ofereix als estudiants l'oportunitat de cursar un màster i un doctorat en disciplines de música.0-7385-4238-5
El departament d’Història de la Música va ser fundat pel pianista Piero Weiss.

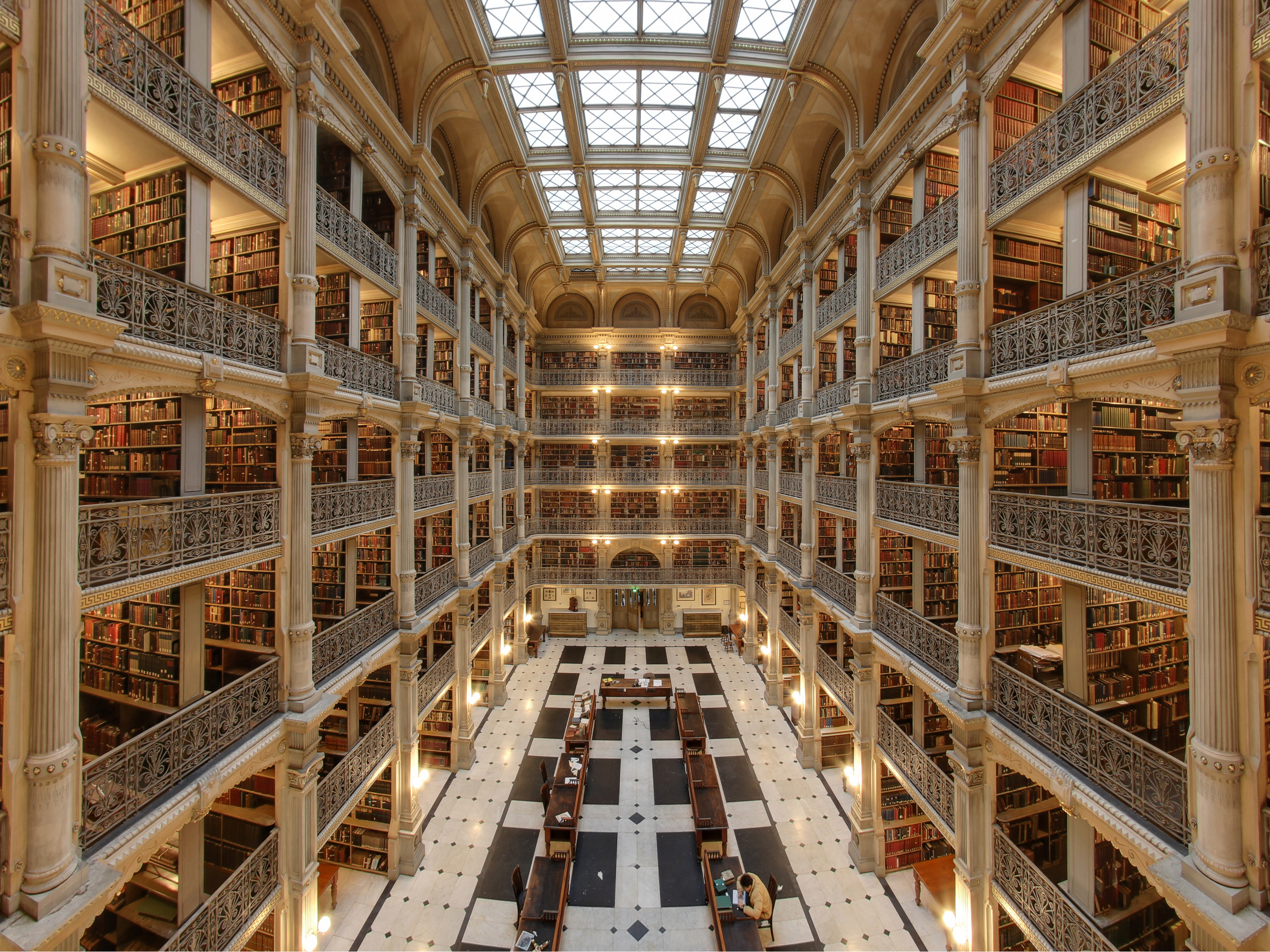
La Biblioteca George Peabody.

Dues biblioteques importants s'associen a l’Peabody Institute:
- George Peabody Library [Biblioteca George Peabody], que des del 1967 és la biblioteca de Baltimore;
- Arthur Friedheim Library [Biblioteca Arthur Friedheim], una biblioteca especialitzada que conté més de 100.000 volums sobre música, partitures musicals i enregistraments sonors.

## Estudiants famosos
- Tori Amos
- Dominick argento
- James Allen Gähres
- Philip Glass[4]
- Hilary Hahn
- Michael Hedges
- Kevin Kenner
- Rebecca Pichet
- Andre Watts
- Eugenie Kuffler
- Hiroko sasaki

## Professors
- Diran Alexanian, violoncel
- Manuel Barrueco, guitarra
- George Frederick Boyle, piano
- Elliott Carter (1946-1948), composició
- Leon Fleisher, piano
- Asger Hamerik, director (1871-1898)
- Chen Yi, compositor (1996-1998)
- Ernest Hutcheson, piano
- Jean Eichelberger Ivey, composició, música electrònica
- Katharine Lucke (1875-1962), òrgan, composició
- Nicholas Maw (1935-2009), composició
- Gustav Meier, direcció d'orquestra
- Marina Piccinini, flauta
- Kevin Puts, composició
- Hollis Robbins, ciències humanes
- Berl Senofsky, violoncel
- John Shirley-Quirk, veu
- Emmanuel Wad, piano (1862-1940).